# Tony Tammaro
Tony Tammaro, pseudonimo di Vincenzo Sarnelli (Napoli, 7 gennaio 1961), è un cantautore italiano.
È divenuto famoso per la composizione di canzoni parodistiche in napoletano, ma elabora anche brani in italiano, che spesso prendono in giro la "tamarraggine", ossia l'imitazione dello stile di vita delle "classi alte" da parte dei ceti popolari, oppure personaggi o vicende tipiche del ceto popolare.

## Carriera
Figlio del cantante e chitarrista Egisto Sarnelli, accompagnò il padre spesso nei suoi concerti, facendogli anche da fonico. Per irrisolvibili contrasti artistici, decise di intraprendere una propria carriera come cantante satirico-demenziale con il nome d'arte di Tony Tammaro verso la fine degli anni ottanta, esibendosi in vari locali napoletani.
Nel 1989 registrò il suo primo album, Prima cassetta di musica tamarra, che arrivò a circa 15 000 copie ufficiali vendute. Da quell'album fu tratta Patrizia, una delle sue hit più famose. Il brano fu anche al centro di una disputa legale sulla paternità dello stesso fra lui e il cabarettista napoletano Alan De Luca, vinta dopo molti anni dal cantautore.
Lungo gli anni novanta, Tony Tammaro diventò piuttosto popolare grazie alla partecipazione (dal 1990 al 1993 e poi di nuovo dal 1995 al 1996) al programma radiofonico domenicale Domenica... che palle! trasmesso da Radio Marte Stereo: durante il programma, venivano spesso mandate le sue canzoni e le sue parodie delle pubblicità in voga allora (le cosiddette "pubblicità tamarre"), oltre a concedere spazio alle improvvisazioni degli ascoltatori. Fu inoltre ospitato in varie trasmissioni televisive nazionali (fra cui il Maurizio Costanzo Show e Partita doppia) e collaborò con l'edizione napoletana de la Repubblica.
Nel 1991, pubblicò il suo secondo album, Nun chiagnere Marì, e il Manuale del giovane tamarro (raccolta di testi e accordi dei suoi primi due album, accompagnati da racconti di "vita quotidiana tamarra"). L'anno dopo, pubblicò Da granto farò il cantanto e apparve nel ruolo di sé stesso nel film di Pier Francesco Pingitore Gole ruggenti. Nel 1993, pubblicò il suo quarto album, Se potrei avere te, da cui trasse la canzone con cui vinse il Festival di Sanscemo di quell'anno, E v''a facite appere.
Negli anni successivi, continuò a condurre programmi su varie reti radiofoniche regionali e vinse altre due volte il Festival di Sanscemo, stavolta come autore di canzoni (nel 1995 con Mutande, cantata da Lino Barbieri, e nel 1996 con La latitanza, interpretata da Santo e le madonne). Nel 1995, prese parte al programma con Zuzzurro e Gaspare Saxa Rubra, che però si rivelò un flop.
Nel 1997 pubblicò il suo quinto album, Monnezzarium. Fra il 1999 e il 2001, esordì come conduttore televisivo su Canale 9 con il programma Tamarradio: il programma alterna sketch tamarri ai video musicali delle canzoni del cantautore, a cui prendono spesso parte gli altri personaggi del programma, come l'assistente di studio "Signorina Assorbente" (Angela Lago), il "Chiattillo" ("cugino napoletano" del Gabibbo, interpretato da Carlo Gambardella), il "DJ Sacchetto" (Alessandro D'Angelo, poi sostituito da "DJ Saciccio", al secolo Umberto Lamanna) e altri. Il programma fu poi replicato nel 2002 sul canale satellitare Napoli International con il nome di Tony Tammaro shock.
Nel 1999 pubblicò la sua prima raccolta su doppio CD, Tutto Tony Tammaro. La raccolta, una sorta di "antologia" delle canzoni più celebri dei suoi primi cinque album, vendette più di 30 000 copie, segnando il record di sempre per un cd autoprodotto. Nel 2003, fu ospite fisso della trasmissione Music Zoo su All Music.
Nel 2004, Tony Tammaro pubblicò sul suo sito, rendendo disponibile il download gratuito, la sua canzone Il tricheco, da lui definita una «canzone ironica, a tratti amara, ma sempre realistica» sul «patetico mondo dei talk show italiani». La canzone cambiò lo stile del cantautore che alternò nei suoi brani il napoletano all'italiano, confermato nel suo sesto album, The Dark Side of the Moonnezz, uscito nel 2005. Dall'album, fu tratta Non chiamarmi Annarella, benevola presa in giro del cantante napoletano Gigi D'Alessio. Questi lo invitò sul palco del suo concerto conclusivo a Piazza del Plebiscito a Napoli, il 30 settembre di quell'anno, per cantare quel pezzo.
Nel 2007 condusse il programma radiofonico Sotto Tony, in onda su Radio Marte Stereo. L'anno successivo pubblicò il brano Trucida (in dialetto romanesco), che venne usato come sigla dalla trasmissione di Rai 2 Notti mediterranee, e condusse assieme al cantante Alberto Selly la trasmissione Attenti a quegli due. Con Selly, pubblicò anche la canzone La Pernacchia Dance.

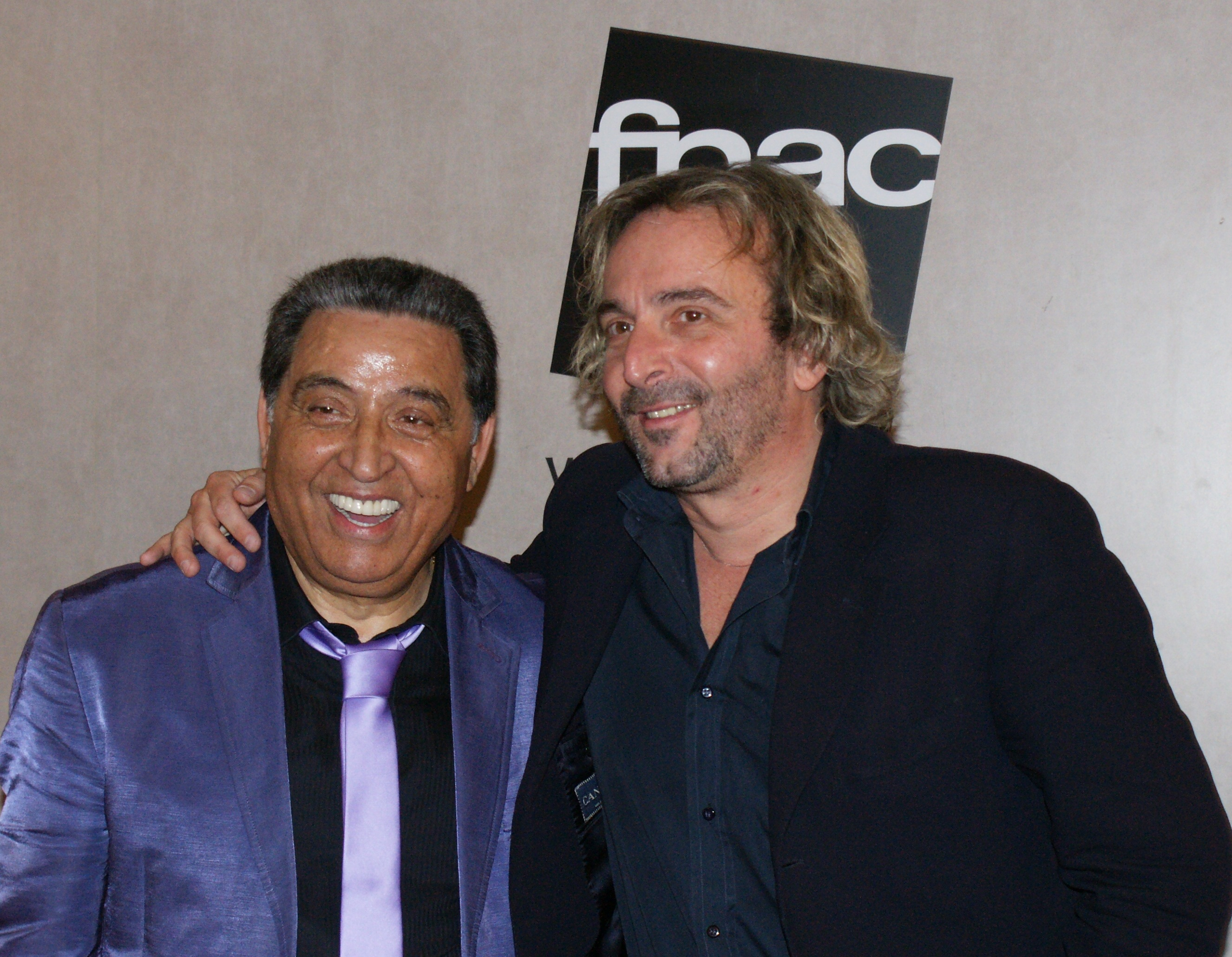
Tony Tammaro con Mario Trevi, alla presentazione del disco di Trevi Napoli Turbo Folk (2011)

Nel 2010 pubblica il suo settimo album, Yes I Cant. Nel 2011, scrive il brano inedito Luna bianca per il disco Napoli Turbo Folk di Mario Trevi e partecipa alla seconda puntata del reality show Tamarreide.
Il 29 aprile 2013 pubblica il video "Canzone Popolare". Il 22 febbraio 2014 pubblica il video della canzone "Fornacella". Il 3 luglio 2014 riceve la "Paul Harris Fellow", importante riconoscimento del Rotary International per la sua attività a favore della pace e la comprensione tra i popoli.
Nel marzo 2015, registra il suo ottavo album in studio Tokyo Londra Scalea, che viene presentato ufficialmente al Napoli Comicon 2015.
Nel 2016 si esibisce in un tour che fa tappa a Londra, Barcellona, Napoli, Milano, Bologna, Roma e Salerno.
Nel 2022 partecipa al programma Una pezza di Lundini, esibendosi con la canzone inedita "Decò", con un cane in braccio, mai pubblicata.
Nel luglio 2025, a dieci anni dal suo precedente lavoro, pubblica il suo nono album intitolato Musica per tenere calmi i criaturi in macchina.

## Discografia

### Album in studio
- 1989 – Prima cassetta di musica tamarra
- 1991 – Nun chiagnere Marì
- 1992 – Da granto farò il cantanto
- 1993 – Se potrei avere te
- 1997 – Monnezzarium
- 2005 – The Dark Side of the Moonnezz
- 2010 – Yes I Cant
- 2015 – Tokyo Londra Scalea
- 2025 – Musica per tenere calmi i criaturi in macchina

### Raccolte
- 1999 – Tutto Tony Tammaro

### Singoli ed EP
- 2004 - Il tricheco
- 2008 - La pernacchia dance feat. Alberto Selly
- 2013 - Canzone popolare
- 2021 - MONICA feat. CASECADUTE
- 2021 - Tengo una Varca a Salierno

## Filmografia
- Gole ruggenti, regia di Pier Francesco Pingitore (1992)
- Gli Squallor, regia di Michele Rossi e Carla Rinaldi – documentario (2012)
- La parrucchiera, regia di Stefano Incerti (2017)
- Achille Tarallo, regia di Antonio Capuano (2018)